# District de Menton
Le district de Menton était une division territoriale française du premier département des Alpes-Maritimes de 1793 à 1794. Le 9 ventôse an II (27 février 1794), Monaco devient chef-lieu de district à la place de Menton (sous le nom de Fort-d'Hercule).

## Histoire
Le district est créé le 28 mars 1793 par les commissaires Grégoire et Jagot nommés par la Convention nationale qui organisent le département des Alpes-Maritimes en trois districts (Nice, Puget-Théniers et Menton) et vingt cantons,. Le département vient alors lui-même d'être créé peu auparavant par le décret de la Convention nationale du 4 février 1793.

## Composition
Il était composé de cinq cantons :
- La Brigue ;
- Menton ;
- Monaco ;
- Perinaldo ;
- Sospel.